# Association internationale du barreau
Ne doit pas être confondu avec International Bartenders Association.
L'Association internationale du barreau (en anglais, International Bar Association) est un réseau d'avocats au niveau mondial, ayant pour objectif l'échange d'information entre les différentes associations juridiques nationales, la défense de l'indépendance du pouvoir judiciaire et le droit des avocats à pratiquer librement leur métier. Elle essaie aussi d'influencer le développement des réformes du droit international. Après la Seconde Guerre mondiale, elle comptait parmi ses membres Edward Saher, vice-président, et le jurisconsulte iranien Raphaël Aghababian.
Sous ses auspices, l'Assistance juridique internationale (Association Legal Assistance) a été fondée en 1949 à New York, avec pour principal but d'offrir une aide juridictionnelle aux réfugiés et aux apatrides.